# IPadOS 18
iPadOS 18은 애플이 아이패드용으로 개발한 iPadOS 운영체제의 여섯 번째 주요 릴리스다. 2024년 세계 개발자 회의(WWDC)에서 공개되었다.
iPadOS 18은 애플의 계산기 애플리케이션과 애플 인텔리전스를 포함하는 최초의 iPadOS 버전이다.

## 시스템 특징

### 스테이지 매니저
스테이지 매니저는 아이패드의 새로운 창 관리 기능이다. 전체 화면 앱 창은 앱의 모서리 마커를 끌어서 미리 정해진 크기로 조정할 수 있다. 예를 들어 계산기는 아이폰의 세로 화면 비율을 갖는 더 작은 창으로 크기를 조정할 수 있다.

### 계산기
iPadOS 18의 계산기는 사용자가 별도의 시트에서 계산을 수행하고 추적하고, 수학 방정식을 풀고, 그래프에 함수를 그릴 수 있는 새로운 기능인 수학 메모를 소개한다. 통합된 필기 인식 기능을 갖춘 수학 메모는 사용자 입력을 자동으로 평가하고 결과를 사용자의 필기로 표시한다. 이제 iOS와 iPadOS에서 공유되는 재설계된 계산기 앱은 공식 계산기가 아이패드에서 제공되는 첫 번째 사례다.

## 지원 기기
iPadOS 18은 각각 A10X 및 A10 칩을 포함하는 2세대 아이패드 프로(2017년, 12.9 및 10.5인치) 및 6세대 아이패드(2018년)에 대한 지원을 중단한다. 그러나 iPadOS 18은 A10 칩도 포함하는 7세대 아이패드를 계속 지원한다. 이는 Apple이 동일하거나 더 강력한 SoC을 갖춘 다른 모델에 대한 지원을 유지하면서 아이패드에 대한 지원을 중단한 첫 번째 사례다. 이 운영 체제는 또한 원래 9.7인치 디스플레이 크기를 사용하는 모든 iPad에 대한 지원을 중단한다.
새로운 애플 인텔리전스 기능을 사용하려면 A17 Pro SoC 또는 M1 SoC 이상이 탑재된 아이패드가 필요하다. 이 기능은 아이패드 프로 (5세대 이상), 아이패드 에어 (5세대 이상), 아이패드 미니 (7세대 이상)에서만 사용 가능하다.
- 아이패드 (7세대)
- 아이패드 (8세대)
- 아이패드 (9세대)
- 아이패드 (10세대)
- 아이패드 미니 (5세대)
- 아이패드 미니 (6세대)
- 아이패드 미니 (7세대)
- 아이패드 에어 (3세대)
- 아이패드 에어 (4세대)
- 아이패드 에어 (5세대)
- 아이패드 에어 (6세대) 11인치(M2)
- 아이패드 에어 (6세대) 13인치(M2)
- 아이패드 프로 11인치 (1세대)
- 아이패드 프로 12.9인치 (3세대)
- 아이패드 프로 11인치 (2세대)
- 아이패드 프로 12.9인치 (4세대)
- 아이패드 프로 11인치 (3세대)
- 아이패드 프로 12.9인치 (5세대)
- 아이패드 프로 11인치 (4세대)
- 아이패드 프로 12.9인치 (6세대)
- 아이패드 프로 11인치 (5세대)(M4)
- 아이패드 프로 13인치 (7세대)(M4)